# Johann Friedrich Wilhelm Wegener
Johann Friedrich Wilhelm Wegener (* 20. April 1812 in Dresden; † 11. Juli 1879 in Gruna bei Dresden) war ein deutscher Tier- und Landschaftsmaler der Romantik.

## Leben
Aus armen Verhältnissen kommend, erlernte Wegener zuerst das Buchdruckergewerbe. Er war kurze Zeit Schüler an der Kunstakademie Kopenhagen, musste aber aus Geldmangel das Studium abbrechen und verdiente seinen Lebensunterhalt als Lithograf, vor allen Dingen in Norddeutschland (Kiel und Hamburg). Eine Erbschaft ermöglichte es ihm, nach Dresden zurückzukehren und seine Studien an der dortigen Kunstakademie wieder aufzunehmen. Dort war er Schüler von Johan Christian Clausen Dahl und Carl Christian Vogel von Vogelstein. Ab 1840 besserte sich seine wirtschaftliche Lage, nachdem der Sächsische Kunstverein ein Bild von Wegener kaufte. 1860 wurde er zum sächsischen Hofmaler ernannt.
Bekannt ist Wegener auch wegen seiner Zeichnungen von Wassermühlen im Tal der Roten Weißeritz und der Wilden Weißeritz im Erzgebirge in zwei Mappen von 1837 im Kupferstichkabinett Dresden.

## Werke (Auswahl)
| Bild | Titel                                                              | Jahr    | Größe / Material                 | Ausstellung/Sammlung/Besitzer                                                                          |
| ---- | ------------------------------------------------------------------ | ------- | -------------------------------- | --- |
|      | Eisabfuhr aus dem Großen Garten Dresden                            | 1841    | 39 × 56 cm, Öl auf Leinwand      | |
|      | Damwild                                                            | 1847    | 31,5 × 24 cm, Öl auf Leinwand    | Berlin, Staatliche Museen zu Berlin – Preußischer Kulturbesitz, Nationalgalerie; Inventar-Nr. W.S. 253 |
|      | Blick ins Tal                                                      | 1854    | 64 × 85 cm, Öl auf Leinwand      | |
|      | Ein Toy Spaniel, ein Zwerg-Spitz und ein Malteser neben einem Korb | 1855    | 93,4 × 129,5 cm, Öl auf Leinwand | |
|      | Zwei King-Charles-Hunde vor Dresden                                | um 1855 | 58 × 76 cm, Öl auf Leinwand      | |